# Moroa
Moroa (también escrito como Moro'a y Marwa; Tyap: Sholyia̱) es un Jefatura de la gente de Asholyio y un pueblo en el Área de Gobierno Local de Kaura del sur del Estado de Kaduna en la región del Cinturón Medio de Nigeria.

## Historia
El Pueblo hausa y fulani han estado en Moroa desde hace mucho tiempo, con ancestros asentados desde 1810, mucho antes de que los yoruba colonizaran áreas como Ibadan y el estado de Oyo. Algunos yoruba sostienen que los hausa y fulani no son indígenas del sur de Kaduna. Sin embargo, la historia muestra que ha habido una coexistencia prolongada entre estos grupos en la región.
Desde 1810, la mayoría de las tribus en el sur de Kaduna vivían en cimas de colinas por seguridad, pero el gobierno colonial fomentó el asentamiento en las llanuras a partir de 1905, promoviendo el cultivo comercial y el comercio. En 1927, se observó que los hausa y los paganos convivían pacíficamente en Zangon Kataf y Kachia.

### SigloXX
En la década de 1950, al preparar la incorporación de Jaba, Moroa y Kagoro a una federación en la provincia de Zaria, se consideró incluir el emirato de Jemaa, en la provincia de Plateau. La razón principal era que "parecía absurdo que un pueblo con tanto en común y con un centro natural en Kafanchan permaneciera separado y se estableciera una unidad artificial de las tres autoridades nativas (Jaba, Moroa y Kagoro)". Además, Jaba no tenía frontera común con Kagoro y Moroa, y la carretera que lo conectaba con Moroa pasaba por Kafanchan.
El distrito de Moroa era financieramente viable y dependían del Tesoro Nativo Zaria, lo que implicaba control por parte de la Autoridad Nativa Zaria. Este distrito, predominantemente paganos/cristianos, no encajaban bien en la asociación con el Emirato Zaria, que tenía poco interés en estas pequeñas unidades independientes. Así, el 1 de abril de 1957, Jemaa fue transferida de la provincia de Plateau a la provincia de Zaria (ahora estado de Kaduna), formando la División Jemaa con Jaba, Moroa y Kagoro.
En el sur de Kaduna, los conflictos entre agricultores y pastores fulani se intensificaron debido a la escasez de recursos de tierra y agua y la expansión de la población, lo que llevó a represalias y asesinatos. Estos problemas se producen a nivel micro y macro, con la intervención del ejército nigeriano y el gobierno del estado de Kaduna para intentar controlar las represalias.

## Gobernante
Durante 58 años se mantuvo en el trono, el gobernante tradicional Tagwai Sambo, fue considerado el gobernante tradicional con el reinado más largo de la historia en el norte de Nigeria. 
Sambo falleció el 14 de junio de 2024, a la edad de 87 años. 